# Bernie Sanders
Bernard Sanders - Bernie, ameriški politik, * 8. september 1941, Brooklyn, New York City, ZDA
Bernie Sanders je neodvisni politik, vendar tesno sodeluje z Demokratsko stranko. V letih 1981-1989 je služil kot župan mesta Burlington v zvezni državi Vermont. V letih 1991-2007 je zastopal Vermont v spodnjem domu ameriškega kongresa, od leta 2007 pa je eden od dveh vermontskih senatorjev v senatu. Leta 2016 se je potegoval za položaj kandidata demokratske stranke na volitvah predsednika države, zbral je 43,1 % vseh glasov in osvojil večino glasov v 23 zveznih državah. Po volitvah je podprl izbrano kandidatko Hillary Clinton. Na splošnih volitvah, kjer je bil za predsednika izvoljen Donald Trump, je v elektorskem kolidžu prejel en elektorski glas za položaj predsednika ZDA.
Znova bo kandidiral na volitvah 2020. 